# Vítor Amadeu, Príncipe de Piemonte
Vítor Amadeu de Saboia (Vittorio Amedeo Filippo Giuseppe; 6 de maio de 1699 – 22 de março de 1715) foi o filho mais velho de Vítor Amadeu II, duque de Saboia e de sua esposa, a princesa francesa Ana Maria de Orleães. Ele era o herdeiro aparente da casa de Saboia desde o seu nascimento e, como tal, era o príncipe de Piemonte. Atuou como Regente de Saboia desde setembro de 1713 até setembro de 1714 nas ausências de seu pai. Ele morreu de varíola aos quinze anos de idade.

## Genealogia
| Vítor Amadeu, Príncipe de Piemonte | Pai:Vítor Amadeu II, Duque de Saboia | Avô paterno:Carlos Emanuel II, Duque de Saboia | Bisavô paterno:Vítor Amadeu I, Duque de Saboia |
| Vítor Amadeu, Príncipe de Piemonte | Pai:Vítor Amadeu II, Duque de Saboia | Avô paterno:Carlos Emanuel II, Duque de Saboia | Bisavó paterna:Cristina de França              |
| Vítor Amadeu, Príncipe de Piemonte | Pai:Vítor Amadeu II, Duque de Saboia | Avó paterna:Maria Joana de Saboia              | Bisavô paterno:Carlos Amadeu, Duque de Nemours |
| Vítor Amadeu, Príncipe de Piemonte | Pai:Vítor Amadeu II, Duque de Saboia | Avó paterna:Maria Joana de Saboia              | Bisavó paterna:Isabel de Bourbon               |
| Vítor Amadeu, Príncipe de Piemonte | Mãe:Ana Maria de Orleães             | Avô materno:Filipe I, Duque d'Orleães          | Bisavô materno:Luís XIII de França             |
| Vítor Amadeu, Príncipe de Piemonte | Mãe:Ana Maria de Orleães             | Avô materno:Filipe I, Duque d'Orleães          | Bisavó materna:Leonor de Toledo                |
| Vítor Amadeu, Príncipe de Piemonte | Mãe:Ana Maria de Orleães             | Avó materna:Henriqueta Ana de Inglaterra       | Bisavô materno:Carlos I de Inglaterra          |
| Vítor Amadeu, Príncipe de Piemonte | Mãe:Ana Maria de Orleães             | Avó materna:Henriqueta Ana de Inglaterra       | Bisavó materna:Henriqueta Maria de França      |

## Títulos, estilos, honras e armas

### Títulos e estilos
- 6 de maio de 1699 – 11 de abril de 1713: Sua Alteza, o Príncipe de Piemonte
- 11 de abril de 1713 – 22 de março de 1715: Sua Alteza Real, o Príncipe de Piemonte